# 阿卡納 (路易斯安那州)
阿卡納（英語：Arkana）是位於美國路易斯安那州博西爾堂區的一個非建制地區。

## 地理
阿卡納所處的海拔為高於海平面75米（即246英呎），而該地所採用的時區為UTC-6，即北美中部時區（CST）。同時該地設有夏令時間，為UTC-6調快一小時，即UTC-5（CDT）。